# Metopia argyrocephala
Metopia argyrocephala ist eine Art in der Unterfamilie Miltogramminae innerhalb der Familie der Fleischfliegen (Sarcophagidae).

## Merkmale
Die Fliegen sind 4,5–7,5 mm lang. Die Männchen von Metopia argyrocephala haben von oben betrachtet einen auffälligen hervorstehenden silberweißen Frons. Dieser fehlt bei den Weibchen. Über den grauen Thorax verlaufen mehrere schwarze Längsstriche. Der Hinterleib ist grauschwarz gefärbt.

## Verbreitung
Die Art ist in der Holarktis, in der Neotropis sowie in der Orientalis verbreitet.

## Lebensweise
Metopia argyrocephala findet man häufig in sandigen Gebieten mit psammophiler Vegetation wie beispielsweise Binnendünen. Die Art gilt als Kleptoparasit von Vertretern aus der Überfamilie Apoidea und der Familie der Wegwespen (Pompilidae). Es werden insbesondere Grabwespen aus der Familie Sphecidae und die Bleigraue Wegwespe (Pompilus cinereus) parasitiert. Metopia argyrocephala ist wie alle Fleischfliegen ovovivipar. Das bedeutet, die Larven schlüpfen schon innerhalb des Uterus des Weibchens und werden dort im ersten Larvenstadium so lange vorgehalten, bis ein geeigneter Wirt gefunden ist. Die Weibchen von Metopia argyrocephala suchen nach Bodennestern spezieller Grab- und Wegwespen. Sind diese schon mit Proviant ausgestattet, platziert (Larviposition) das Weibchen eine Larve im Bodennest. Die Made beginnt unmittelbar darauf mit der aktiven Suche nach Futter. Es wird gewöhnlich zuerst das Ei der Wirtswespe gefressen und anschließend der beigefügte Proviant. Dieser besteht abhängig von der Wespenart aus erbeuteten Spinnen oder speziellen Insekten.

## Taxonomie
In der Literatur finden sich folgende Synonyme:
- Tachina argyrocephala Meigen, 1824

## Etymologie
Der Namenszusatz leitet sich vom Griechischen ab: argyro für „Silber“ und cephala für „Kopf“.